# Felsengrab

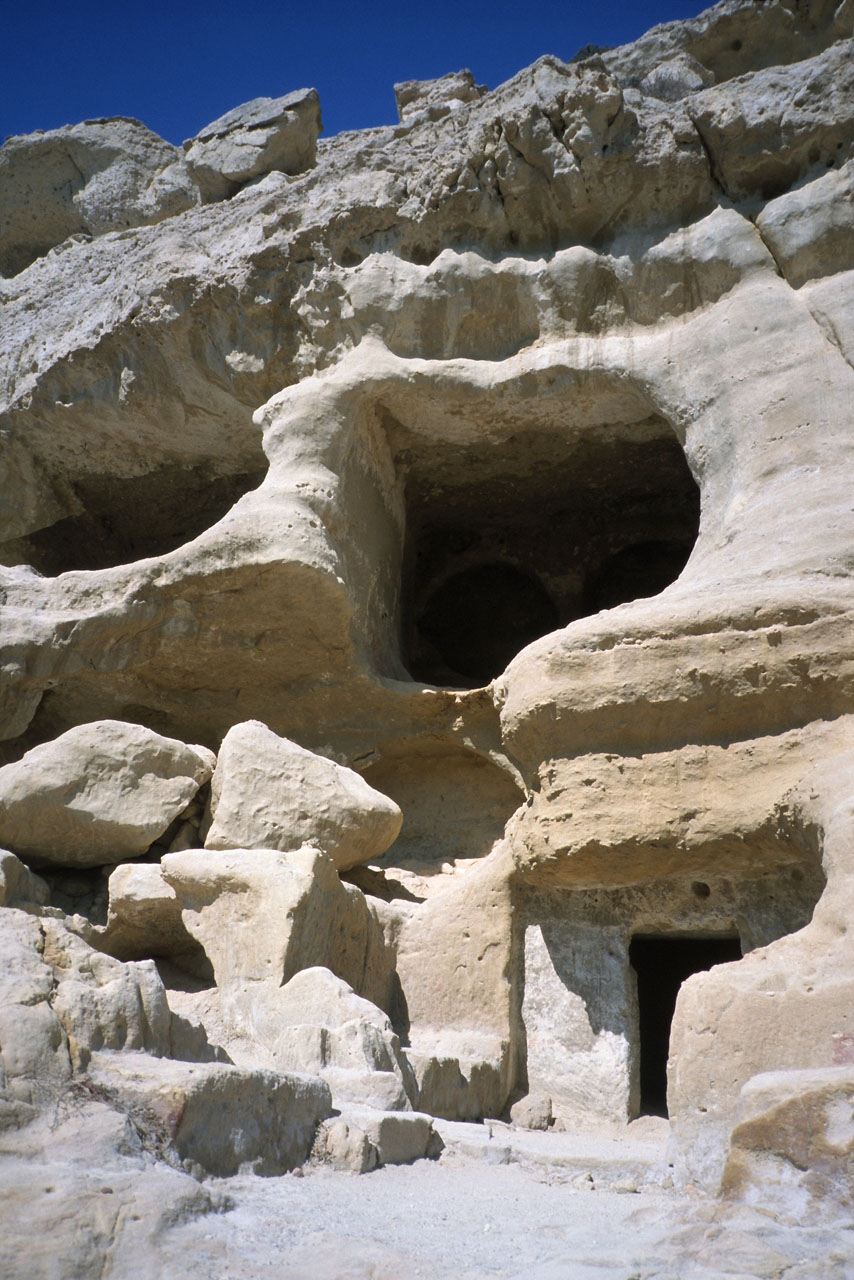
Begehbare Wohn- und Grabhöhlen an der Steilküste von Mátala, Kreta

Das Felsengrab, Felskammergrab oder Felsgrab ist eine künstlich angelegte Höhle, die ursprünglich zu Begräbniszwecken benutzt wurde. Der Brite Aidan Dodson definiert das Felsgrab als in den Felsen eingeschnittene Gräber, die keinen nennenswerten gemauerten Überbau aufweisen. Felsengräber sind seit der Jungsteinzeit in verschiedenen Kulturen anzutreffen. Im zentralen Mittelmeergebiet sind Felsengräber vor allem für die Kupferzeit typisch.
Vorrangig bezeichnet der Begriff eine Aushöhlung des gewachsenen Fels (englisch rock-cut tomb) für Bestattungen, wodurch eine definitorische, aber nicht zwangsläufig auch kulturgeschichtliche Nähe zu „Steinkisten“ entsteht. Ruth Whitehouse ist überzeugt, dass keine Verbindung zu megalithischer Architektur besteht.

## Verbreitung

### Vor- und Frühgeschichte

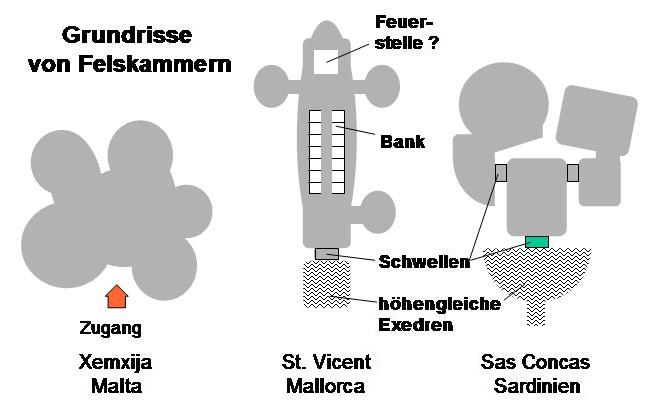
Verschiedene Felsengräber

Bestattungen in artifiziellen Aushöhlungen finden sich in Europa, Vorderasien (u. a. Lambousa auf Zypern) und Ägypten. In Europa stammen sie vor allem aus der Kupfer- und  Bronzezeit. Die ältesten Beispiele liegen im zentralen Mittelmeergebiet. Die komplexesten Strukturen finden sich auf Malta, Sardinien und den Balearen. Dabei handelt es sich um voneinander unabhängige insuläre Entwicklungen.
In Frankreich gehören z. B. die Grotten bei Arles und das Tombeau des Géants zu den Felsengräbern, auf der Iberischen Halbinsel die auch als Felskuppelgrab bezeichnete Anlage von Alcaide, auf den Balearen die Cuevas, auf Malta (Bur Mghez, Xemxija) und auf Sardinien die „Backofengräber“ bzw. die Domus de Janas (Häuser der Feen) oder bauliche Unikate wie Campu Luntanu und auf Sizilien (z. B. Thapsos). Einzelbeispiele sind auch auf Orkney zu finden.
Voraussetzung für ein bereits neolithisches Auftreten war relativ weiches Gestein, das sich mit steinzeitlichem Werkzeugen bearbeiten ließ. Das war vor allem Sedimentgestein zum Beispiel der „Globigerinen“-Kalk auf Malta. Da die Arbeiten große Anstrengung erforderten, sind auch die älteren sardischen Domus de Janas kaum einen Kubikmeter groß.
Nach Whitehouse finden sich die frühsten Beispiele von Felsengräbern in Italien und Sizilien. In Italien stammen wenige Exemplare bereits aus dem 5. Jahrtausend, es handelt sich um Höhlen für Einzelbestattungen. Weitaus häufiger waren aber Bestattungen in Gruben oder Naturhöhlen. Erst im 3. Jahrtausend wurden Felsgräber die Regel. Im südlichen und östlichen Italien wurden in der Kupferzeit vorwiegend ofenförmige Felsengräber verwendet. In der Bronzezeit (Apennin-Kultur) herrschte, bis auf wenige Ausnahmen, wieder die Erdbestattung vor. Auch auf Sizilien setzten Felsengräber erst in der Kupferzeit ein. Auf Malta beginnen sie in der Zebugg-Phase, auf Sardinien mit der Ozieri-Kultur, um bis in die Glockenbecherkultur weiter- oder wiedergenutzt zu werden. Im Westen kommen Felsengräber vor allem auf den Balearen (schlecht datiert) und an der Mündung des Tajo vor. Datierungen sind spärlich und deuten auf eine Entstehung im 3. Jahrtausend.

### Ägypten

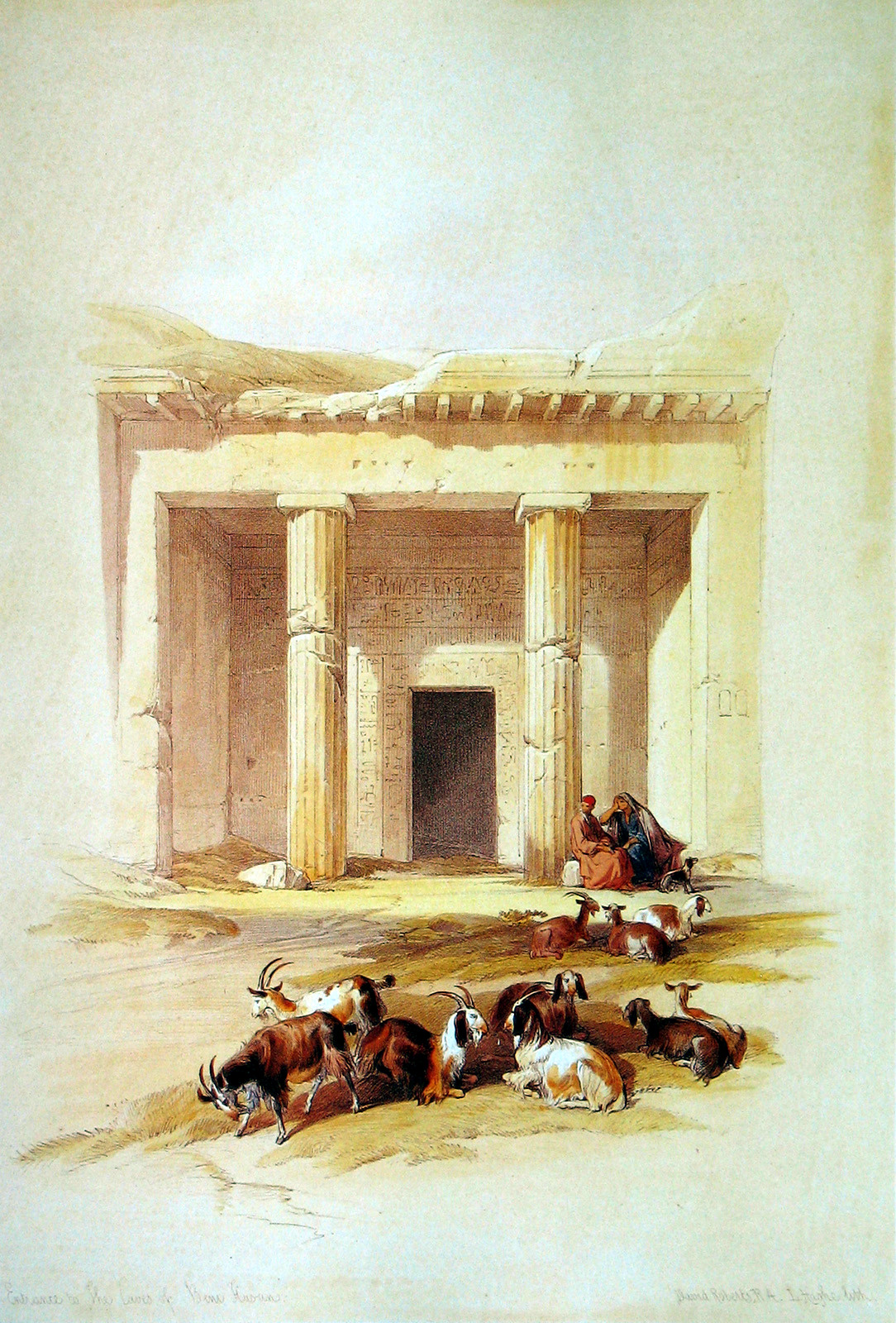
Eingangsbereich eines Felsgrabes in Beni Hasan, Bild von David Roberts, 1838

Ab dem 4. Jahrtausend wurden auch in der Levante und in Ägypten Felsengräber angelegt. Ägyptische Felsengräber weisen meist eine oberirdische Grabkapelle auf. Die meisten Gräber liegen unterhalb der Grabkapelle und sind mit dieser durch einen vertikalen Schacht verbunden, doch können sie auch in einiger Entfernung von der Kapelle liegen. Felsengräber hatten zuerst denselben Aufbau wie Mastabas, wurden aber zunehmend komplexer. Felsengräber mit besonders ausgefeilter Architektur finden sich besonders unter der 6. Dynastie und in der ersten Zwischenperiode. Die Nekropole von Beni Hasan besitzt zahlreiche Felsengräber von Nomarchen, die zwischen der ersten Zwischenzeit und der 12. Dynastie erbaut wurden. Zum Bau der Felsengräber wurden Werkzeuge aus Stein und Kupfer, später auch Bronze verwendet. In Deir el-Medina wurde eine Steinmetz-Siedlung des Neuen Reiches ausgegraben.

### Bronzezeit
Mit Bronze- und Eisenzeitwerkzeug wurde die Aushöhlung härterer Gesteine möglich und so finden sich nun mehr und größere Aushöhlungen. Sie liegen in einem Gebiet vom Orient über Zypern (Salamis) bis zu den Orkney (Dwarfie Stane – Zwergenstein – auf Hoy). Auf den Kykladen setzt der Bau von Felsgräbern vor allem in der frühen Bronzezeit ein.

### Eisenzeit
Die Urartäer verwendeten Felsgräber besonders für reiche Bestattungen.

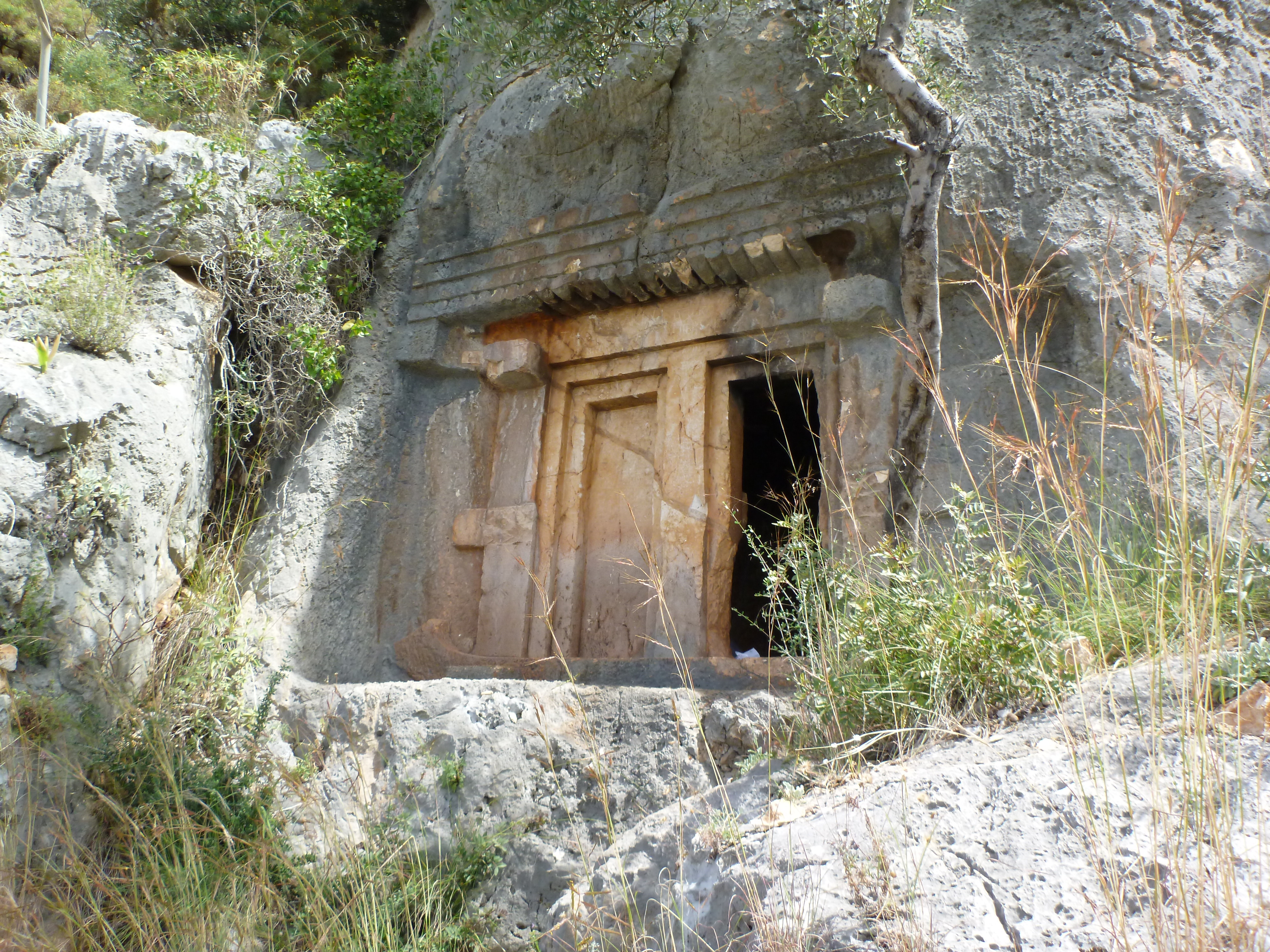
Lykisches Felsengrab in Kaş

### Antike

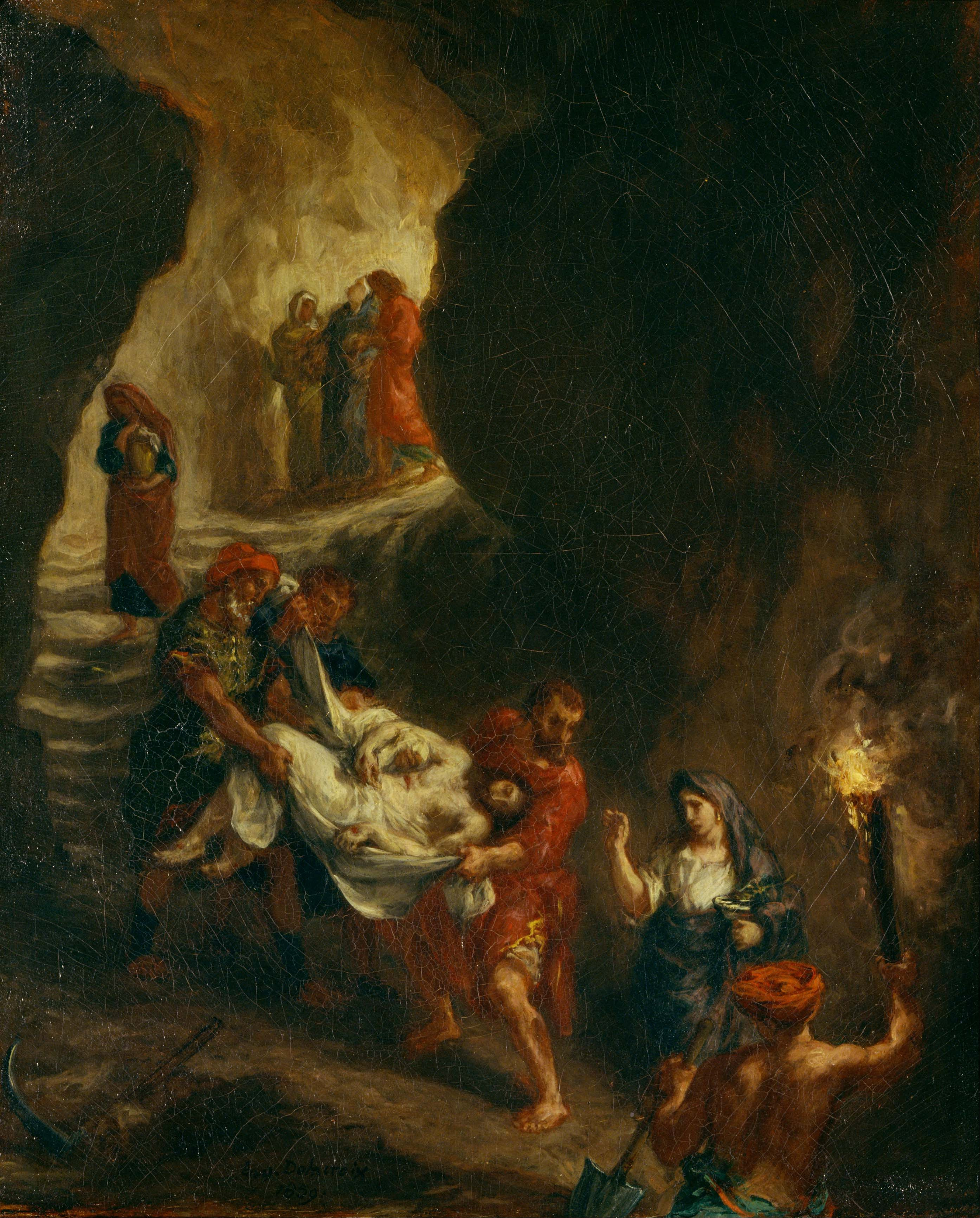
Eugène Delacroix, Grablegung Christi (1859)

- Frühe antike Beispiele für Felsengräber sind die Gräber der Etrusker in Italien.
- Sehr zahlreich sind die über ein großes Areal verstreuten Königsgräber von Nea Paphos (Zypern). Nur wenige dieser prunkvollen Anlagen sind bislang ausgiebig erforscht.
- In Kleinasien existieren die Felsengräber der Lykier in Telmessos, Kaunos, Tlos, Kaş und Myra sowie der Phrygier im Phrygischen Tal bei Afyon. Hellenistische und römische Felsgräber finden sich unter anderem in Adamkayalar, Kanytelleis und zahlreichen anderen Nekropolen, zum Beispiel Olba oder Termessos.
- Felsengräber spielen auch in der jüdisch-christlichen Kulturgeschichte eine wichtige Rolle: Das Neue Testament überliefert die Bestattung Jesu von Nazareth in einem „Felsengrab“ vor den Toren Jerusalems („mnemeío hò elatómesen èn te pétra“, Mt 27,60, vgl. Mk 15,46; Lk 23,53).
- Im Achämenidenreich wurden Felsgräber als Königsgräber genutzt. Solche wurden in Naqsch-e Rostam, in Persepolis (Grab des Artaxerxes III.) sowie in den Tälern von Amnias und Halys in Paphlagonien entdeckt.[17]
- Berühmt sind die nabatäischen Felsgräber von Petra in Jordanien.

## Sonderformen
- Hypogäen (zum Beispiel das Ħal-Saflieni auf Malta) oder die römischen Katakomben sind ebenfalls in den Felsen eingeschnitten, werden aber als „Massengrabkammern“ bezeichnet.
- Sarkophagähnliche, aber in massive horizontale Felsplatten eingeschnittene Gräber finden sich in der Nekropole von Marshan bei Tanger oder in den anthropomorphen Felsgräber der Iberischen Halbinsel.